# Lincheng
För andra betydelser, se Lincheng (olika betydelser).
Lincheng är ett härad i Xingtais stad på prefekturnivå i Hebei-provinsen i norra Kina.